# Apollónia (keresztnév)
Az  Apollónia női név az Apollonius férfinév (magyar változata Apolló) női párja. A férfinév jelentése: Apollónak szentelt.

## Rokon nevek
Apol, Apolka, Polla, Pólika

## Gyakorisága
Az újszülötteknek adott nevek körében az 1990-es években ritka volt. A 2000-es és a 2010-es években sem szerepelt a 100 leggyakrabban adott női név között.
A teljes népességre vonatkozóan az Apollónia sem a 2000-es, sem a 2010-es években nem szerepelt a 100 leggyakrabban viselt női név között.

## Névnapok
január 28., február 9., március 8., július 7.

## Híres Apollóniák
- Kovács Apollónia magyar nóta- és népdalénekesnő
- Szent Apollónia a fogbetegek és fogfájósok védőszentje
- Podjebrád Apollónia münsterbergi hercegnő

### Egyéb Appollóniák
- Apollónia ókori romváros Albániában